# Pancréatite chronique familiale
Décrite pour la première fois en 1952, la pancréatite chronique familiale est une maladie de transmission dominante dont le gène fut découvert en 1996. 